# 富士銀行

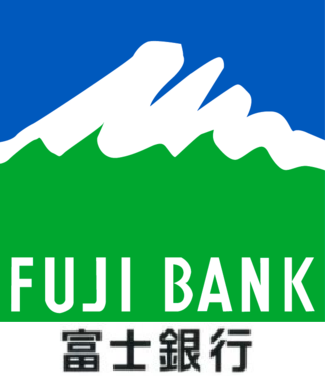

富士銀行（日语：株式会社 富士銀行，The Fuji Bank, Limited）是日本一家曾經存在的都市銀行，其前身是戰前安田財閥系的安田銀行。1948年，安田銀行改名為富士銀行。1989年時，富士銀行的市值曾登上世界第四位。2000年至2002年期間，富士銀行和第一勸業銀行、日本興業銀行合併為瑞穗銀行。富士銀行是芙蓉集團的核心企業。